# Néblon

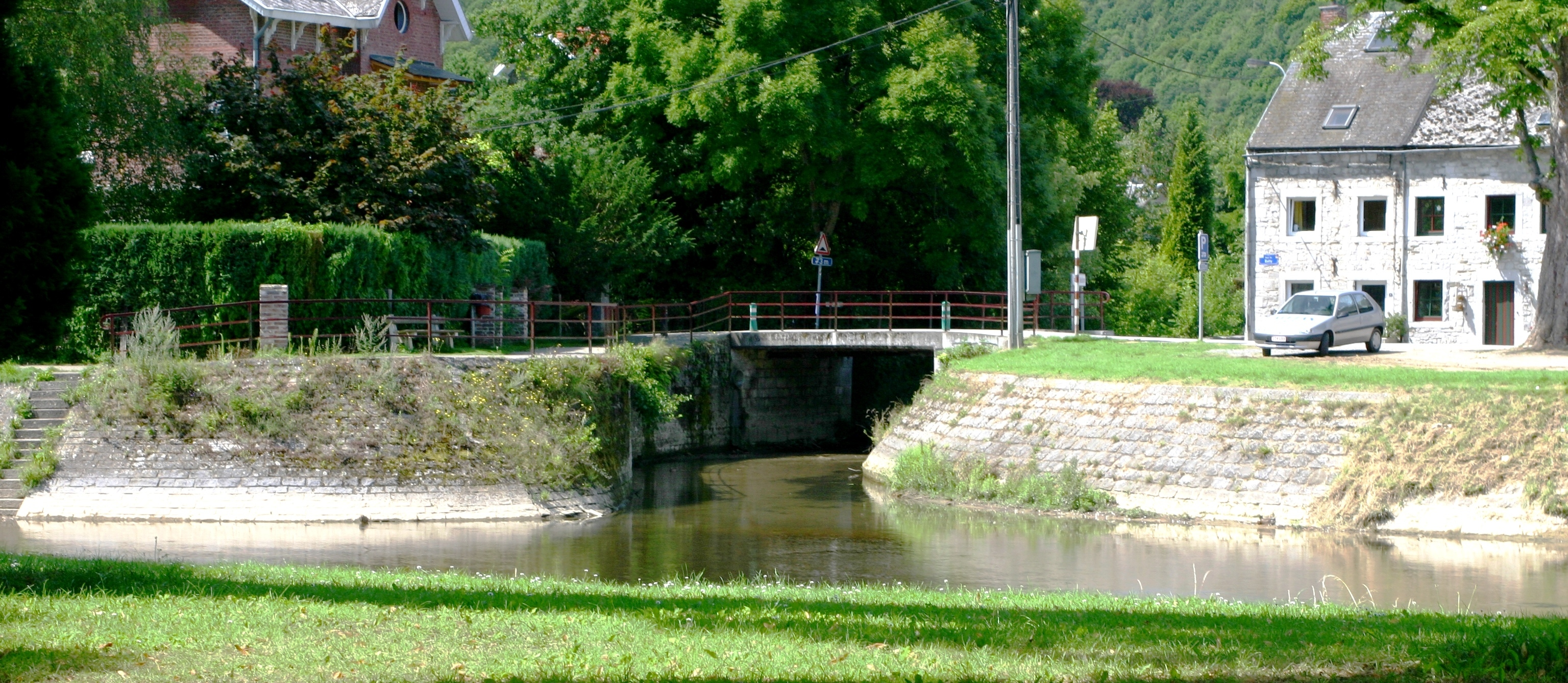
De monding van de Néblon nabij Hamoir.

De Néblon is een 18 km lange beek in de Belgische provincies Luik en Luxemburg.
De bron ligt bij Ocquier; de monding in de Ourthe bij Hamoir.
Zij behoort tot het Maasbekken en heeft een stroomgebied van 76 km².
Het gemiddeld debiet bij de monding bedraagt 0,8 m³ per seconde.